# Мировка (Киевская область)
Ми́ровка (укр. Мирівка) — село, входит в Обуховский район Киевской области Украины.
Население по переписи 2001 года составляло 1335 человек. Почтовый индекс — 09241. Телефонный код — 4573. Занимает площадь 7,805 км². Код КОАТУУ — 3222285601.

## Местный совет
09241, Киевская обл., Кагарлыкский р-н, с. Мировка, ул. Гагарина, 28.

## Спорт
В селе базируется футбольный клуб «Дружба», выступающий в чемпионате Украины.